# Ralph Hüttig
Ralph Hüttig (geb. 11. Dezember 1961 in München) ist ein deutscher Theaterregisseur, Schauspieler, Musiker und Aktionskünstler.

## Leben und Wirken
Hüttig besuchte in den 1980er Jahren die private Schauspielschule am Theater der Keller in Köln. Seine Auftritte als Aktionskünstler auf der Art Cologne mit eigenem TV-Kanal machten ihn einem größeren Publikum bekannt. Bekannt waren auch seine Radiotalkshows mit Musikeinspielungen in Belgien in den 1990er Jahren. Ab 1996 zog er von Köln nach Berlin und war dort zwölf Jahre mitverantwortlicher Leiter des Kulturzentrums am Ernst-Thälmann-Park in Prenzlauer Berg. Für ein nonverbales Theaterprojekt mit dem Theaterensemble Thetra Pack! erhielt er den „Preis gegen Rassismus und Fremdenfeindlichkeit“ des Berliner Senats.
Bis 2019 arbeitete Hüttig als Regisseur hauptsächlich in Berlin, zum Beispiel an der Volksbühne Berlin am Rosa-Luxemburg-Platz. Engagements an der Vorpommerschen Landesbühne und an der Neuen Bühne Bruck in Fürstenfeldbruck gehören bis heute zu seinem Wirkungsfeld. An der Neuen Bühne Bruck inszenierte er 2019 Effi Briest, sowie 2021 Harold Pinters Der stumme Diener.
Seit 2019 lebt Hüttig in der Nähe von München.